# Manfred Neun

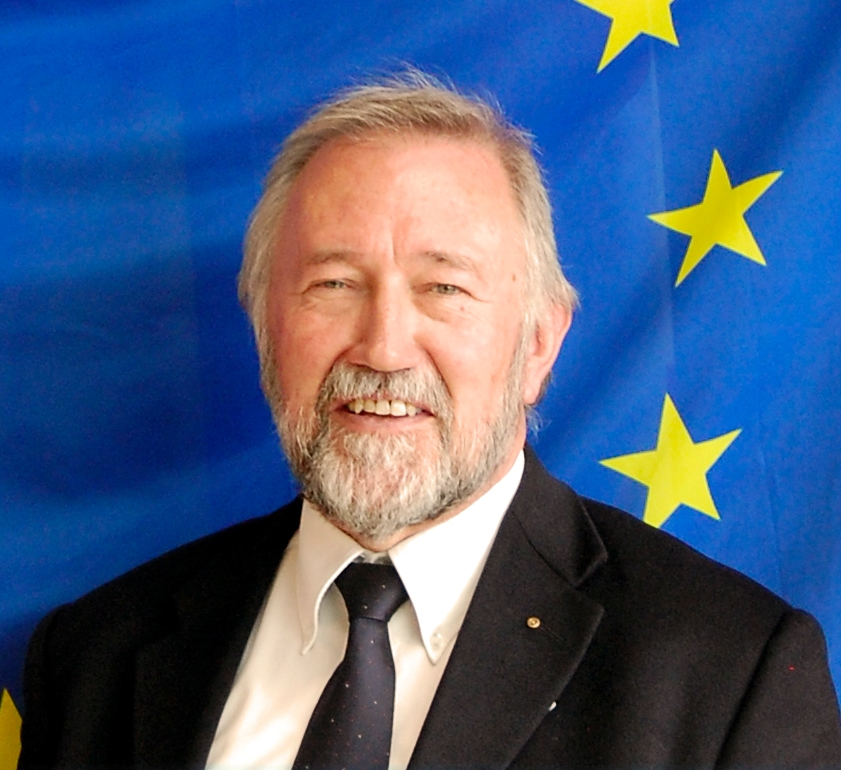
Manfred Neun (2010)

Manfred Neun (* 21. August 1950 in Heidenheim an der Brenz) ist ein deutscher Unternehmer und ehemaliger Präsident der European Cyclists’ Federation (ECF).

## Leben und Berufliches
Manfred Neun wuchs in Heidenheim auf, wo seine Eltern eine Gärtnerei betrieben. Er machte eine Banklehre und kümmerte sich um die Finanzen der elterlichen Firma. Anschließend führte er 22 Jahre lang das mittelständische Familienunternehmen zur Fahrradherstellung Epple Zweirad GmbH in Memmingen.
In den 1970er Jahren studierte Neun Wirtschaftspsychologie an der Universität Augsburg. Nach dem Abschluss seines Studiums war er in der Erforschung von wirtschaftspsychologischen Aspekten in Bezug auf den privaten und öffentlichen Transport in städtischer Umgebung. Er war als Dozent an vier verschiedenen Universitäten tätig. Später wurde er Partner eines auf die Beratung von Mittelständlern spezialisierten Unternehmens in Memmingen.
Neun war Präsident des  Zweirad Groß- und Außenhandelsverbandes (ZGA), Vorstandsmitglied der heimischen Industrie- und Handelskammer sowie Mitglied der Vollversammlung der Industrie- und Handelskammer Schwaben.

## Präsident der ECF

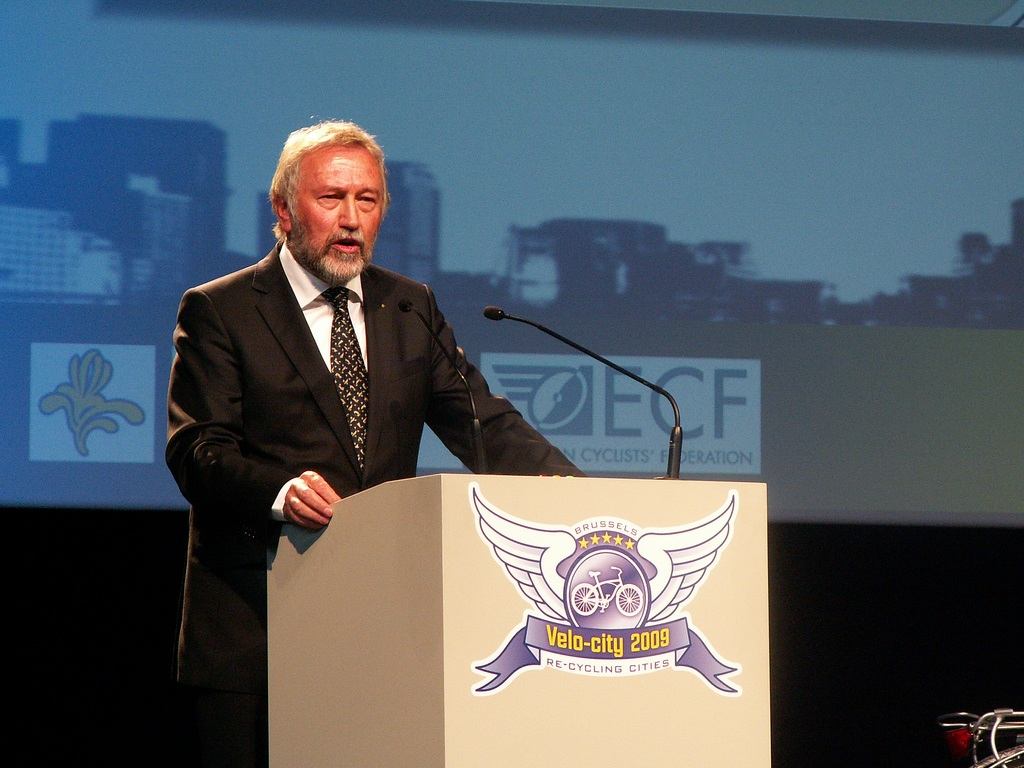
Neun bei der Velo-city-Konferenz in Brüssel (2009)

Von 2005 bis Dezember 2018 war Manfred Neun Präsident der European Cyclists’ Federation. Im Dezember 2018 erhielt er die Auszeichnung "Ehrenpräsident des ECF" in Anerkennung seiner Errungenschaften als ehemaliger Präsident. Darüber hinaus ist er Mitglied im Gesprächskreis Die Transformateure – Akteure der Großen Transformation.
Während seiner Präsidentschaft entstand die Deklaration von Bern zum Klimaschutz sowie die Charter of Brussels zur Entwicklung des Radverkehrs in den Städten.
Als Präsident der ECF legte Neun großen Wert auf einen wissenschaftlichen Ansatz von Velo-city-Konferenzen der ECF und bei der Interessenvertretung für das Fahrradfahren und den Radverkehr im Generellen. Es ging auf seine Initiative zurück, dass Wissenschaftler in das Fahrrad-Netzwerk einbezogen wurden, wie etwa bei der Velo-city-Konferenz 2010 in Kopenhagen, bei der initiiert wurde, dass sich Wissenschaftler, Politiker, Fachleute und Fahrradpropagandisten zur Zusammenarbeit zusammenschließen. Er selbst beschreibt seinen Ansatz als Summe seiner Erfahrungen als Unternehmer in der Fahrradbranche, seines akademischen Hintergrunds und seiner Erfahrungen in Nichtregierungsorganisationen.
Im „Newsletter“ der Evangelischen Akademie Tutzing schrieb Neun am 23. Mai 2014 in einer Gastkolumne: „Wir können und müssen neue Denkmodelle zum Radfahren präsentieren, um im akademischen wie im politischen Diskurs dabei zu sein“. In dem Beitrag weist er auf die weltweit wachsende Fahrrad-Expertise zur Generierung nachhaltiger Entwicklung hin. Es gehe nicht mehr um die Frage, „was denn politisch für das Radfahren getan werden könnte, sondern was der Radverkehr zur Lösung politischer Probleme in den Hauptthemenfeldern Mobilität im Rahmen von Stadt- und Verkehrsplanung, Ökologie und Klimawandel, Gesundheit, Ökonomie sowie Energie und Ressourcen beitragen könne. […] Für Städte ist Aktive Mobilität lebenswichtig. Es macht sie sicherer, gesünder, lebens- und liebenswerter. Diese Lebensqualität zu fördern, heißt Städte für Menschen zu machen – und nicht für Autos“, so Neun. Insbesondere mehr Radverkehr liefere signifikante Lösungsbeiträge auf dem Weg in eine postfossile Gesellschaft und zeitige, globalere Verteilungsgerechtigkeit.